# 日柱
日柱（にっちゅう、1865年6月17日（慶応元年5月24日） - 1928年（昭和3年）1月26日）は、大石寺第58世法主。土屋姓。

## 略歴
1865年（慶応元年）5月生まれ。出家して土屋慈観と号し本山大学頭や蓮華寺の住職を歴任、1900年（明治33年）には顕本法華宗との法論に際して全権委員としてこれに臨んだ。
1923年（大正12年）8月12日に57世阿部日正より法の付嘱を受けて大石寺第58世日柱として登座、法華寺（のちの讃岐本門寺）客殿の入仏式の奉修や総本山石之坊の境内への常唱堂の移転・再建を手掛ける。
1925年（大正14年）11月に開催された日蓮正宗の宗会で不信任決議が可決。不信任決議に賛同した僧侶と日柱を擁護する檀徒との対立を招き、翌1926年（大正15年）1月15日に至って日柱は「宣言」で一連の管長不信任については管長と対立する僧侶の陰謀である・血脈相承は選挙に拠らないもので新管長が選出されたとしても相承することは出来ないと発表するまでになる。この事態に監督官庁の文部省や内務省が事態の収拾に乗り出し、2月17日に行われた宗会議員による新管長の選挙は静岡県警が立ち会った。選出された堀日亨との間で合意した上で3月8日に大石寺客殿で第59世日亨に法を付嘱、隠退して1928年（昭和3年）に62歳で遷化。